# Район Інаґе

35°36′ пн. ш. 140°6′ сх. д. / 35.600° пн. ш. 140.100° сх. д.
Райо́н Інаґе́ (яп. 稲毛区, いなげく, МФА: [inage ku̥], «Рисовий район») — район міста Тіба префектури Сайтама в Японії. Станом на 1 жовтня 2008 площа району становила 21,25 км². Станом на 1 січня 2009 населення району становило 154 527 осіб.

## Історія
Область сучасного району Інаґе була заселена з найдавніших часів. Синтоїстський храм в Інаго-ку датується IX століттям. У 1889 році на території нинішнього Інаґе розташовувалися села Цуга, Кемігава, Котегава і частина міста Тіба. Кемігава стала містом в 1891 році, а Тіба отримала статус міста в 1921 році. До складу Тіби увійшли село Цуга і місто Кемігава в 1937 році, а Котегава — в 1954 році. Район Інаґе мав вихід до Токійської затоки, і з огляду на його близькість до Токіо, був популярним місцем для купання і пляжного відпочинку. Але з 1961 року, після масштабних меліоративних робіт уздовж узбережжя Токійської затоки в префектурі Тіба в рамках розвитку міста Тіба, він втратив вихід до моря. Район же після закінчення Другої світової війни був забудований житловими кварталами в зв'язку з розвитком транспортних мереж.
Район Інаґе був створений 1 квітня 1992 року, коли Тіба отримала статус постановленого урядом міста Японії.

## Освіта
- Тібський університет (головний кампус)